# Іпостась
Іпостась (дав.-гр. ὑπόστᾰσις, основа, сутність) — термін античної філософії, уперше вжитий Посідонієм (I ст. до н. е.) у значенні одиничного реального буття. У християнстві, починаючи з патристики, термін «іпостась» служить для позначення кожної з осіб триєдиного Бога (відповідно до догмату, Трійця складається з трьох Іпостасей).

## Філософія
Ранні стоїки використовували його для позначення процесу, в якому без'якісна матерія об'єктивується в множині природних речей.
Перипатетики розглядали іпостась як синонім першої сутності. Боецій тлумачив іпостась як субстанцію.
Термін широко застосовується і у філософському вченні Плотіна в значенні сутності чи її частини, а не особистості. Так, один з трактатів Плотіна має назву: «Про три початкові іпостасі» (у неоплатоніків це Благо, Розум і Душа).

## Християнське богослов'я
Застосування поняття «іпостась» в християнському богослов'ї можна віднести до IV століття. До Великих каппадокійців слово «іпостась» і слово «сутність» (дав.-гр. Οὐσία), вживалися в християнському богословському вченні як синоніми. Обома термінами позначалося щось, що має самостійне буття, тобто існує не в чомусь іншому, а саме по собі. У V–VII сторіччях в християнському богослов'ї стосовно тлумачення боголюбської особи Христа було розроблено концепцію іпостасі як результату поєднання двох сутностей.
Східні богослови вживали поняття «іпостась» в сенсі і замість особи, а західні тим же словом висловлювали поняття (ουσία) «істота». Перший образ вираження з IV століття став панівним (Єпіфаній Кіпрський, Василій Великий, Григорій Богослов, Іван Золотоустий). Проте ще в V столітті церковні письменники вживали слово іпостась то в тому, то в іншому сенсі. Починаючи з VI століття, згідно зі слововживанням, яке було прийнято слідом за Василем Великим і Григорієм Богословом Другим вселенським собором, слово іпостась всією церквою вживається як синонім особи: «єдиний Бог у трьох іпостасях або особах». Лише в середньовіччя деякі єретики (богомили, вальденси), а також номіналісти повторювали вчення древніх, що іпостасі в Бозі суть або імена, або прояви сили (Бог-Син або Божий розум, Бог-Дух Святий). Деякі схоластики (Абеляр, Росцелін) і німецькі богослови-раціоналісти кінця 18 століття вчили, що Божі іпостасі мають одну природу, але мають її кожна окремо (подібно до того, як три окремі людські особистості), і тому іпостась або особи в Богі суть три боги, а не один Бог. У XIX–XX сторіччях спостерігається тенденція до тлумачення «іпостасі» як певного особистого і загальнолюдського начала (Соловйов Володимир Сергійович) з метою вийти за межі атомарної концепції індивіда до поняття особистості як свободи по відношенню до природи.